# 费利切·法内蒂
费利切·法内蒂（義大利語：Felice Fanetti，1914年2月20日—1974年4月25日），意大利男子赛艇运动员。他曾代表意大利参加1948年夏季奥林匹克运动会赛艇比赛，获得男子双人单桨无舵手铜牌。